# Кіріакос Каратаїдіс
Кіріакос Каратаїдіс (грец. Κυριάκος Καραταΐδης, нар. 4 липня 1965, Касторія) — грецький футболіст, що грав на позиції захисника.
Виступав, зокрема, за клуб «Олімпіакос», а також національну збірну Греції.

## Клубна кар'єра
У дорослому футболі дебютував 1982 року виступами за команду клубу «Касторія» з рідного міста, в якій провів шість сезонів, взявши участь у 153 матчах чемпіонату. 
1988 року перейшов до клубу «Олімпіакос», за який відіграв 13 сезонів. Більшість часу, проведеного у складі «Олімпіакоса», був основним гравцем захисту команди. Завершив професійну кар'єру футболіста виступами за команду «Олімпіакос» Пірей у 2001 році.

## Виступи за збірну
1990 року дебютував в офіційних матчах у складі національної збірної Греції. Протягом кар'єри у національній команді, яка тривала 9 років, провів у формі головної команди країни 34 матчі.
У складі збірної був учасником чемпіонату світу 1994 року у США.

## Титули і досягнення
- Чемпіон Греції (5):

«Олімпіакос»:  1996-97, 1997-98, 1998-99, 1999-2000, 2000-01
- Володар Кубку Греції (3):

«Олімпіакос»:  1989-90, 1991-92, 1998-99
- Володар Суперкубка Греції (1):

«Олімпіакос»:  1992